# Coccothrinax proctorii
Coccothrinax proctorii es una especie de palmera endémica de las islas Caimán.
Henderson & colegas (1995) consideran qu  C. proctorii es un sinónimo de Coccothrinax argentata.

## Taxonomía
Coccothrinax proctorii fue descrita por Robert William Read y publicado en Phytologia 46(5): 285. 1980.
Etimología
Coccothrinax: nombre genérico que deriva probablemente de coco = "una baya", y la palma Thrinax nombre genérico.
proctorii: epíteto otgorgado en honor del botánico estadounidense George Richardson Proctor.